# Star Trek VI: Das unentdeckte Land
Star Trek VI: Das unentdeckte Land (Originaltitel: Star Trek VI: The Undiscovered Country) ist ein US-amerikanischer Science-Fiction-Film aus dem Jahr 1991. Es ist der sechste Star-Trek-Kinofilm und der letzte, in dem die komplette Originalcrew mitspielt und der ausschließlich auf der Fernsehserie Raumschiff Enterprise basiert. Der Film wurde am 13. Februar 1992 auf der Berlinale in Deutschland erstaufgeführt.
Der Titel ist eine Anspielung auf Shakespeares Hamlet, III. Akt, Szene 1; anders als im Theaterstück ist hier jedoch nicht der Tod, sondern die Zukunft gemeint.

## Handlung
Nach der, durch übertriebenen Bergbau herbeigeführten, Explosion des klingonischen Mondes Praxis, der die Hauptenergiequelle der klingonischen Heimatwelt Qo’noS (gesprochen: Kronos) darstellte, ist das Klingonische Reich plötzlich zu Friedensverhandlungen mit der Föderation bereit. Captain James T. Kirk erhält den Auftrag, mit der USS Enterprise dem klingonischen Kanzler Gorkon ein sicheres Geleit zu den Verhandlungen auf der Erde zu bieten. Captain Spock hat seit dem Unglück auf dem Mond Praxis als Sonderbotschafter der Föderation Friedensverhandlungen mit den Klingonen geführt und persönlich für den Einsatz von Kirk und seiner Crew gebürgt. Jedoch hasst Kirk das klingonische Volk, da es die Klingonen waren, die seinerzeit seinen Sohn getötet haben. Außerdem steht er und die Crew der Enterprise vor ihrem Ruhestand. Dementsprechend widerwillig nimmt er seine letzte Mission an. Bei dieser Mission ist erstmals auch die Vulkanierin Lieutenant Valeris, Spocks vulkanischer Protegé und potenzielle Nachfolgerin an Bord der Enterprise.
Im Weltraum fängt die Enterprise die Kronos 1, das Schiff des klingonischen Kanzlers ab, um es zur Erde zu eskortieren. Im Zuge eines Dinners, bei dem das erste Zusammentreffen der Besatzung mit den Klingonen an Bord der Enterprise stattfindet, und sie auf „das unentdeckte Land“ – die Zukunft – anstoßen, verläuft trotz des guten Willens von Seiten Spocks und des Kanzlers Gorkon, der ebenfalls entschlossen ist, den Frieden mit der Föderation herbeizuführen, eher kühl. Nachdem das gemeinsame Essen beendet ist und die Klingonen auf ihr Schiff zurückgekehrt sind, schießen plötzlich zwei anscheinend von der Enterprise abgefeuerte Photonentorpedos den Schlachtkreuzer manövrierunfähig und die Schwerkraft an Bord des Schiffes wird dabei aufgehoben. Zudem beamen zwei maskierte Männer in Raumanzügen der Föderation mit magnetischen Stiefeln auf die Kronos 1 und eröffnen das Feuer auf die wehrlosen Klingonen. Dabei wird Gorkon schwer verletzt.
Die Klingonen wollen nun die Enterprise angreifen. Jedoch will Kirk nicht, das die Situation eskaliert und es zu einem Krieg zwischen der Föderation und dem Klingonischen Reich kommt. Daher kapituliert die Enterprise und Kirk und Schiffsarzt McCoy beamen auf den Kreuzer, um zu helfen. Dort versucht McCoy vergeblich, Gorkons Leben zu retten. Nach dessen Tod werden die beiden verhaftet und des Mordes angeklagt. Da die Friedensverhandlungen nicht gefährdet werden sollen, stimmt die Föderation einer Gerichtsverhandlung zu und verzichtet auf eine militärische Befreiungsaktion. In einem Schauprozess auf Qo’noS, in dem Gorkons Berater General Chang die Anklage vertritt, werden Kirk und McCoy zu lebenslanger Haft verurteilt. Anschließend sperrt man sie in die Minen auf dem vereisten Strafasteroiden Rura Penthe, wo die Gefangenen teils barbarischen Zuständen ausgesetzt sind.
Inzwischen lässt Spock seine Crew auf der Enterprise nach einer Erklärung für den Angriff auf das klingonische Schiff suchen. Spock kommt zum Schluss: Ein klingonisches Kriegsschiff mit neuester Tarn-Technologie hat unbemerkt die Torpedos abgefeuert. Außerdem muss es Komplizen auf der Enterprise geben. Spock ist es gelungen, Kirk und McCoy zu lokalisieren.
Dank der Hilfe der Gestaltwandlerin Martia, einer Mitgefangenen, gelingt den beiden die Flucht aus den Minen. Wenngleich ihr Entkommen nur in einen Hinterhalt führt, um ihre dezente Exekutierung zu ermöglichen. Spock und die Crew der Enterprise fliegen in das Territorium der Klingonen und können beide in letzter Minute an Bord der Enterprise beamen, bevor sie getötet werden. In der Zwischenzeit erfährt man, dass Lieutenant Valeris am Attentat auf den Kanzler beteiligt war.
Hier können nicht nur die beiden, inzwischen getöteten, Attentäter entlarvt werden, sondern auch deren Auftraggeber: Mit Hilfe einer Gedankenverschmelzung Spocks mit Valeris kommt die Crew einer zwischen Angehörigen der Föderation, Klingonen und Romulanern bestehenden Verschwörung auf die Spur, deren Ziel es ist, den Frieden zu boykottieren und den kriegerischen Status quo im Weltall aufrechtzuerhalten. Zu diesem Zweck haben die Klingonen einen von Chang befehligten Spezial-Tarnkreuzer, der nun bei einem Attentat während der Friedenskonferenz auf dem neutralen Außenposten Camp Khitomer Rückendeckung geben soll, in Verwendung. Dieser war bereits beim Angriff auf die Kronos 1 im Einsatz.
Mit Schützenhilfe der von Captain Sulu befehligten USS Excelsior kann die Crew der Enterprise das getarnte Kriegsschiff schließlich besiegen und das Attentat im letzten Augenblick vereiteln.
Kirk und seine Crew haben ihre Aufgabe erfolgreich erfüllt, und ihnen bleibt nur noch die Rückkehr zur Erde. Dort soll die Mannschaft abgemustert werden. Kirk jedoch lässt die Enterprise noch zu einer letzten Reise aufbrechen.

## Entstehung

### Drehbuch
Frank Mancuso, Präsident von Paramount, traf sich mit Leonard Nimoy, um die Möglichkeiten eines weiteren Star-Trek-Films zu besprechen. Das Franchise enttäuschte kommerziell mit dem letzten Film Star Trek V: Am Rande des Universums, doch sollte zum bevorstehenden 25-jährigen Jubiläum der Kultserie eine letzte Kinoproduktion mit der Originalbesatzung realisiert werden.
Leonard Nimoy brachte unter Eindruck des Zusammenbruchs der Sowjetunion und dem Ende des Kalten Krieges die Idee auf, auch die „Berliner Mauer im Weltraum“ fallen zu lassen: Die Story sollte sich um Friedensverhandlungen mit den Klingonen drehen, die als klassisches Feindbild in der Serie dienten. Selbst wollte er allerdings weder das Drehbuch schreiben noch die Mühen der Regie auf sich nehmen. Stattdessen kontaktierte er Nicholas Meyer, der als Regisseur und Autor hinter dem Erfolg von Star Trek II: Der Zorn des Khan stand und auch bei Star Trek IV: Zurück in die Gegenwart maßgeblich am Drehbuch beteiligt war. In einem langen Gespräch zwischen Nimoy und dem interessierten Meyer formten sich die Grundlagen des späteren Films, etwa den metaphorischen Einbau der Nuklearkatastrophe von Tschernobyl, Kirks Treffen mit dem klingonischen Kanzler, das Attentat auf denselbigen, Kirks Verurteilung bei einem Schauprozess und die Jagd nach den wahren Attentätern.
Das Studio akzeptierte die Storyidee, übergab den Auftrag für die Ausarbeitung allerdings zwei Autoren, die davon unabhängig bereits bei Paramount unter Vertrag für ein Drehbuch standen und auf einen passenden Film warteten. Der nur als Regisseur vorgesehene Meyer wurde dennoch kontaktiert, als das Autorenduo in kreative Schwierigkeiten geriet: In nach Meyers Angaben tagelangen Besprechungen gab dieser den Autoren seine und Nimoys Storyideen weiter. Deren fertiges Drehbuch wurde vom Studio dennoch verworfen und schließlich Meyer offiziell als Autor engagiert. Das Studio war Meyers Anfragen gegenüber nun sehr offen, akzeptierte Meyers Produzenten Steven-Charles Jaffe und Denny Martin Flinn als Co-Autor. Letzterer war Meyer ein besonderes Anliegen, da er seit Monaten mit einer Krebserkrankung kämpfte.
Das Skript entstand unter Zeitdruck und per E-Mail-Verkehr zwischen Meyer und Flinn. Das fertige Drehbuch stieß sowohl beim Studio als auch bei Nimoy, der als Executive Producer fungierte, auf generelle Zustimmung. Nimoy drängte weiter auf Verbesserungen und schlug etwa eine Szene vor, in der Spocks Protegé Valeris, die sich als Verräterin entpuppt, vor der Entscheidung steht, Spock zu erschießen. Zwar lobten sich Meyer und Nimoy später oft gegenseitig für die Beiträge des jeweils anderen, doch überschatteten Meinungsverschiedenheiten zwischen beiden die ganze Produktion.
Entschieden größerer Widerstand gegen Meyers Ideen und Interpretation des Star-Trek-Universums kam von Gene Roddenberry. Der gesundheitlich schwer angeschlagene Schöpfer der Serie hatte seit dem ersten Star-Trek-Film, bei dem er als Produzent tätig war, keine Entscheidungsmacht mehr. Er bemühte sich in seiner Beraterfunktion dennoch um Einfluss, bekämpfte etwa die Darstellung offener Rassismen bei einigen Föderationsoffizieren. Insbesondere wollte er verhindern, dass die als positive Figur in Star Trek II eingeführte Vulkanierin Saavik eine Verräterin sein sollte. Nur weil schließlich Kirstie Alley für eine Wiederaufnahme ihrer Rolle nicht zur Verfügung stand, wurde auf Saavik verzichtet und stattdessen die Vulkanierin Valeris etabliert.

### Budget
Ende des Jahres 1990 kam es zwischen Meyer und den Verantwortlichen von Paramount zu Streitigkeiten über das Filmbudget: Statt der zuvor von Mancuso genannten 30 Millionen Dollar sollten nun 25 Millionen zur Verfügung stehen. Meyers Protest gegen ein Budget unter 30 Millionen (und damit unter den Kosten des Vorgängerfilms Star Trek V) führte zu Mancusos Entscheidung, das Projekt abzusagen. Davon unabhängig musste Mancuso kurz danach seinen Posten räumen. Seine Nachfolger Stanley Jaffe (nicht verwandt mit Meyers Produzenten Steven-Charles Jaffe) und Sherry Lansing sicherten Meyer das gewünschte Mindestbudget ohne Umschweife zu.

### Set Design
Da die Serie Raumschiff Enterprise: Das nächste Jahrhundert zum Drehzeitpunkt noch in der Produktion war, wurden Teile der Requisiten für den Kinofilm mitverwendet. Während des Angriffs des Tarnkreuzers sieht man Besatzungsmitglieder durch aus Das nächste Jahrhundert bekannte Korridore und Teile des Maschinenraums rennen. Für die Kulisse des Pariser Büros des Föderationspräsidenten verwendete man das Interieur der Bar Zehn Vorne (Ten Forward) von der Enterprise-D. Der Speiseraum beim Empfang der Klingonen am Anfang sowie der Raum, in dem Scotty die Stiefel im Lüftungsschacht findet, ist die Beobachtungslounge der Enterprise-D. Es werden ebenfalls Teile des Maschinenraums der Enterprise-D verwendet.

### Besetzung
Star Trek VI: Das unentdeckte Land ist der letzte Film der Reihe, in dem die gesamte Originalbesetzung aus Raumschiff Enterprise zu sehen ist. Für DeForest Kelley sollte es der letzte Auftritt in einem Kinofilm sein, er starb im Jahr 1999.
Neben der Stammbesetzung sind unter anderem Christopher Plummer, Rosanna DeSoto, David Warner, Kim Cattrall und das Model Iman zu sehen.
Brock Peters nahm seine Rolle als Admiral Cartwright aus Star Trek IV: Zurück in die Gegenwart wieder auf und Mark Lenard ist hier letztmals als Botschafter Sarek zu sehen, eine Rolle, die er schon in der Originalserie, mehreren der Kinofilme und zwei Episoden von Raumschiff Enterprise: Das nächste Jahrhundert verkörpert hatte.
Kirk und McCoy werden während des Schauprozesses vom klingonischen Colonel Worf verteidigt. Dieser wurde von Michael Dorn verkörpert, der bereits in Raumschiff Enterprise: Das nächste Jahrhundert die Rolle als klingonischer Sicherheitschef Lieutenant Worf hatte. In einem Interview erklärte Dorn, dass Colonel Worf der Großvater von Lieutenant Worf sein soll.
Der Schauspieler Christian Slater hat im Film eine Gastrolle. Er spielt einen Kommunikationsoffizier der USS Excelsior, der Captain Sulu zu nachtschlafender Zeit davon in Kenntnis setzt, dass die Enterprise ihre Rückkehr zur Erde nicht bestätigt hat. Den Auftritt hatte Slater seiner Mutter Mary Jo Slater zu verdanken, die für die Besetzung des Films verantwortlich war.
Darsteller des Föderationsoffiziers Colonel West, der dem Präsidenten den Rettungsplan erläutert und der am Ende als Attentäter demaskiert wird, ist René Auberjonois. Dieser hatte später eine Hauptrolle als Sicherheitschef und Gestaltwandler Odo in Star Trek: Deep Space Nine.

### Langfassung
Im Jahr 1997 wurde der Film noch einmal in einer überarbeiteten Fassung auf den Markt gebracht, wobei Bild und Ton komplett digital überarbeitet wurden und in einer Widescreen-Version neu veröffentlicht wurde. Zusätzlich wurden Szenen hinzugefügt, die aus der ursprünglichen Fassung herausgenommen worden waren. Dabei sieht man unter anderem:
- wie dem Föderationspräsidenten nach Abgang des klingonischen Botschafters von Föderationsoffizieren und anderen Botschaftern der Plan einer Rettungsoperation offeriert wird, mit der man Kirk und McCoy befreien will.
- wie Spock, Scotty und Valeris persönlich den computertechnischen Fehlbestand an Photonentorpedos vor Ort am Arsenal überprüfen und über die Situation sinnieren.
- wie nach dem gescheiterten Anschlag ein menschlicher Föderationsoffizier, und zwar Colonel West, als ein als Klingone maskierter Attentäter enttarnt wird.

### Synchronisation
Die deutsche Synchronisation übernahm die Cine-Adaption unter der Dialogregie von K. E. Ludwig, der auch zusammen mit Claudia Walter das Dialogbuch schrieb. Für die Synchronisation der neuen Szenen war Harald Wolff verantwortlich, hierfür wurden einige Synchronsprecher neu besetzt.
| Rollenname                                     | Darsteller          | Deutsche Synchronstimme                          |
| ---------------------------------------------- | ------------------- | ------------------------------------------------ |
| Captain James T. Kirk                          | William Shatner     | Gert Günther Hoffmann                            |
| Captain Spock                                  | Leonard Nimoy       | Herbert Weicker, Norbert Gescher (neue Szenen)   |
| Dr. Leonard „Pille“ McCoy                      | DeForest Kelley     | Randolf Kronberg                                 |
| Lieutenant Commander Montgomery „Scotty“ Scott | James Doohan        | K. E. Ludwig, Kaspar Eichel (neue Szenen)        |
| Captain Hikaru Sulu                            | George Takei        | Fred Klaus                                       |
| Lieutenant Pavel Chekov                        | Walter Koenig       | Elmar Wepper                                     |
| Lieutenant Commander Uhura                     | Nichelle Nichols    | Ilona Grandke                                    |
| Sarek                                          | Mark Lenard         | Leo Bardischewski                                |
| Kommunikationsoffizier Janice Rand             | Grace Lee Whitney   | Barbara Witow                                    |
| Admiral Cartwright                             | Brock Peters        | Thomas Rau, Michael Telloke (neue Szenen)        |
| William „Bill“ Smillie                         | Leon Russom         | Peter Musäus, Erich Räuker (neue Szenen)         |
| Präsident der Föderation                       | Kurtwood Smith      | Niels Clausnitzer, Bodo Wolf (neue Szenen)       |
| General Chang                                  | Christopher Plummer | Klaus Guth                                       |
| Azetbur                                        | Rosanna DeSoto      | Kerstin de Ahna                                  |
| Kanzler Gorkon                                 | David Warner        | Paul Bürks                                       |
| Lieutenant Valeris                             | Kim Cattrall        | Katharina Lopinski, Maud Ackermann (neue Szenen) |
| Martia                                         | Iman Abdulmajid     | Sabina Trooger                                   |
| Colonel Worf                                   | Michael Dorn        | Ulf J. Söhmisch, Michael Telloke (neue Szenen)   |
| Kommunikationsoffizier                         | Christian Slater    | Philipp Moog                                     |

## Historische Bezüge
Star Trek VI entstand gut zwei Jahre nach dem Mauerfall und ein Jahr nach der deutschen Wiedervereinigung sowie dem weltpolitischen Umbruch des Staatssozialismus im Ostblock. Der Film bemüht sich, das Ende des Kalten Krieges in die fiktionale Welt Star Treks zu übertragen.
Auslöser der Friedensverhandlungen im Film ist die Explosion des klingonischen Mondes Praxis. In der Realität kommt die im Jahr 1986 geschehene atomare Katastrophe im ukrainischen Kernkraftwerk Tschernobyl dem sehr nahe, obwohl dieses Ereignis kaum solche politischen Wellen geschlagen hat wie die Detonation des Mondes im Film.
Während der Gerichtsverhandlung fordert der Ankläger Kirk und McCoy in einer Szene barsch auf, mit der Beantwortung der Frage nicht auf die Übersetzung aus dem Klingonischen zu warten. Diese Szene erinnert stark an den diplomatischen Schlagabtausch während der Sitzung des UN-Sicherheitsrates am 25. Oktober 1962, als der US-amerikanische UN-Botschafter Adlai Stevenson den Vertreter der UdSSR Walerian Sorin mit Aufklärungsfotos von den sowjetischen Raketenstellungen auf Kuba konfrontierte.
Um den klingonenfeindlich eingestellten Kirk von der Notwendigkeit ihrer Mission zu überzeugen, führt Spock das angeblich alte vulkanische Sprichwort Only Nixon could go to China (Nur Nixon konnte nach China gehen) an.
Die klingonische Strafkolonie Rura Penthe, die in einer lebensfeindlichen Eislandschaft gelegen ist, wird im Film als Gulag bezeichnet.
Beim Abendessen mit der klingonischen Friedensdelegation an Bord der Enterprise meint Chang, dass es um das Überleben des klingonischen Volks gehe und fordert dabei Unser Volk braucht Raum! (im Original “We need breathing room!”), was eine Anspielung auf die politische Parole „Volk ohne Raum“ während der Weimarer Republik und des Nationalsozialismus sowie der nationalsozialistischen Lebensraum-Politik darstellt, nach der Deutschland angesichts seiner dichten Bevölkerung zu wenig Raum besitze, den es zum Überleben benötigen würde. Kirk antwortet entsprechend mit „Erde, Hitler, 1938.“

## Kulturelle Bezüge
- Die Szene, in der der Gefängnisdirektor die Gefangenen über die Regeln und Gesetze des Gefängnisses informiert, ist eine Anlehnung an eine ähnliche Szene in dem Film Die Brücke am Kwai.
- Der Name der klingonischen Strafkolonie „Rura Penthe“ spielt an auf eine gleichnamige Strafkolonie im Film 20.000 Meilen unter dem Meer aus dem Jahr 1954.
- Spocks Feststellung: „An ancestor of mine maintained that if you eliminate the impossible, whatever remains must be the truth“ (deutsch: „Einer meiner Vorfahren hat immer gesagt: Wenn man das Unmögliche ausschließt, muss, was auch immer bleibt, die Wahrheit sein.“) spielt auf die Romanfigur Sherlock Holmes des Schriftstellers Sir Arthur Conan Doyle an, die die Meinung vertrat: „When you have excluded the impossible, whatever remains, however improbable, must be the truth.“ („Wenn man das Unmögliche ausgeschlossen hat, muss, was auch immer übrig bleibt, und mag es noch so unwahrscheinlich sein, die Wahrheit sein.“)
- Der gelegentliche Running Gag in Star Trek, dass Shakespeares Werke eigentlich nur Übersetzungen aus dem „klingonischen Original“ seien, taucht mehrfach auf: außer Zitaten aus Hamlet zitiert ein klingonischer Kapitän gegen Ende auch aus Shylocks Monolog in Der Kaufmann von Venedig.
- Kirks Kursbefehl am Ende des Films stammt aus Peter Pan: „Second star to the right and straight on to the morning!“ (deutsch: „Der zweite Stern von rechts und dann geradeaus bis zum Morgen.“) In der Kindererzählung führt dieser Weg direkt ins „Nimmerland“, wo Peter Pan seine ewige Kindheit verbringt.
- Am 11. September 1996 erfolgte die Erstausstrahlung der Episode Tuvoks Flashback (Flashback) der Ablegerserie Star Trek: Raumschiff Voyager. In dieser Folge werden Erinnerungen des Sicherheitschefs der USS Voyager verarbeitet, der während seiner ersten Dienstzeit bei der Sternenflotte als Fähnrich auf der USS Excelsior diente. Die Handlung spielt teilweise zum Zeitpunkt der Rettungsmission für Captain Kirk und Doktor McCoy durch deren alten Kameraden Captain Sulu.

## Kritiken
Das Lexikon des internationalen Films schrieb: „Science-Fiction-Abenteuer mit Ansätzen zur Selbstironie und nostalgischem Touch; mit viel Tricktechnik zeitgemäß aufgebessert.“
Bei Prisma Online hieß es: „Ein akzeptables Star Trek-Abenteuer, das mit Worfs Auftritt schon den Übergang zur ‚Next Generation‘ andeutet und deutliche Parallelen zu realen Ereignissen (Zerfall des Ostblocks) aufweist.“
Sascha Mamczak wertete bei Science Fiction Media: „Die Mischung aus Action, Weltraum-Exotik und Ironie zumindest ist gelungen, die Story ist simpel, aber spannend, geradlinig und doch nicht allzu oberflächlich, auch wenn um der schönen Geschichte und des Humors willen einige phantastisch triviale Haken geschlagen werden. Die Anspielungen auf die Gegenwart werden, um nicht penetrant zu wirken, mit einem Augenzwinkern präsentiert, und fünf Star-Trek-Filme bilden einen reichlichen Fundus für ironische Zitate.“
Karl-Eugen Hagemann urteilte für den Deutschen Filmdienst: „Nachdem selbst für amerikanische Rechtsausleger das Reich des Bösen von der Landkarte verschwunden ist, ergibt auch der Krieg im All keinen Sinn mehr. Selbst der verbohrte Capt. Kirk läutert sich unter dem Druck der Verhältnisse zum Friedensapostel. So bestätigt Star Trek VI einmal mehr die alte Binsenweisheit, dass das Science-Fiction-Genre nichts anderes ist als ein Reflex auf die Gegenwart.“
Ralph Sander betrachtete im Jahr 2004 in Star Trek – das offizielle Magazin den Film anlässlich der Veröffentlichung der Special Edition auf DVD sehr kritisch. Auf den ersten Blick, so seine Einschätzung, würde der nicht zuletzt bei den Fans sehr beliebte Film einen erstklassigen Eindruck hinterlassen, „aber beim zweiten und dritten Blick offenbaren sich Dinge, die ein gar nicht so strahlendes Bild ergeben.“ Er kritisierte vor allem, dass die im Film gezeigte Verschwörung eine in Teilen der Sternenflotte vorherrschende rassistische Denkweise zeige und somit Gene Roddenberrys Vision deutlich widerspreche. Die deutlichen Parallelen zum Niedergang der Sowjetunion seien „mit solchem Nachdruck schon vor Filmstart mitgeteilt“ worden, „dass überhaupt kein Raum für Interpretationen blieb.“ Durch eine solche „Holzhammermethode“ sei es „nicht mehr möglich, den Film unvoreingenommen zu betrachten.“ Ferner betrachtete Sander den Shakespeare-Kult der Klingonen als nicht nachvollziehbar und sah in manchen Szenen einen reinen Selbstzweck, die an sich wenig Sinn ergeben würden, etwa die Nutzung von antiquierten gedruckten Wörterbüchern oder das Vorhandensein einer traditionellen Küche an Bord der Enterprise. Der Film sollte, so Sanders Fazit, den eingefleischten Trekkern eigentlich „wenig Spaß“ bereiten, dennoch sei er unter den Fans sehr beliebt.
Rouven Linnarz von film-rezensionen.de meinte 2022: „‚Star Trek VI: Das unentdeckte Land‘ ist der nach wie vor unterhaltsame, mit sehr vielen Anspielungen auf die Zeitgeschichte gespickte sechste Teil der Filmreihe. Zwar kann Nicholas Meyer nicht an seinen besseren Zorn des Khan anknüpfen, doch zumindest gelingt ihm ein kurzweiliger Film, der zumindest dem fünften Teil überlegen ist.“

## Auszeichnungen
Der Film wurde im Jahr 1992 in den Kategorien Bestes Makeup und Best Effects, Sound Effects Editing für je einen Oscar nominiert. 1993 erhielt der Film als Bester Science-Fiction-Film einen Saturn Award. In den Kategorien Best Costumes, Best Make-Up, Best Supporting Actress (Kim Cattrall) und Best Writing erhielt der Film Nominierungen für den Saturn Award.

## Sonstiges
Auf dem im Jahr 2022 veröffentlichten Album Exiled to the Surface der deutschen Thrash-Metal-Gruppe Traitor beziehen sich das Intro Rura Penthe und das titelgebende Lied Exiled to the Surface auf die im Film gezeigte Strafkolonie der Klingonen.
Einige Kopien des Films in den USA hatten zu Testzwecken neben der Dolby Stereo Lichttonspur das damals neue Tonformat Dolby Digital.